# Amazon Alexa
Amazon Alexa, или Alexa — виртуальный ассистент, разработанный компанией Amazon и впервые появившийся в умных колонках Amazon Echo и Amazon Echo Dot. Ассистент поддерживает голосовое общение, воспроизведение музыки, подкастов и аудиокниг, составление списков дел, настройку будильников, предоставление актуальной информации о погоде, трафике, спорте, новостях и т. п., управление устройствами в умном доме. Пользователи могут расширять возможности Alexa, устанавливая «навыки», разработанные сторонними поставщиками.
Большинство устройств с Alexa начинает диалог с помощью активационной фразы (например, "Alexa"); другие, как, например, смартфон — требуют нажатия кнопки включения.
Alexa доступна на английском, немецком, французском, итальянском, испанском и японском языках. В Канаде Alexa доступна на английском и французском языках (с квебекским акцентом).
На сентябрь 2017 года в Amazon в командах, работающих над Alexa и сопутствующими продуктами, насчитывалось более 5000 сотрудников.
В январе 2019 года команда Amazon отчиталась о продаже более 100 миллионов устройств с поддержкой Alexa.